# Billesholm
Billesholm est une localité suédoise dans la commune de Bjuv en Scanie.
Sa population était de 2 910 habitants en 2010. 